# L'amour, c'est la honte
L'amour, c'est la honte est un téléfilm français réalisé par Bruno Bontzolakis et diffusé en 2010.

## Synopsis
C'est l'été en Gironde. Mélissa, 15 ans vient d'emménager dans un lotissement pavillonnaire. Elle rencontre Océane et Jessie avec qui elle se lie d'amitié. Les 3 filles invitent chez Mélissa un groupe de 5 garçons : Fred, le leader, Arthur, Omar, Bruce, dont Mélissa tombe amoureuse et Tom le petit frère de Bruce.

## Fiche technique
- Réalisation :	Bruno Bontzolakis
- Scénario : Bruno Bontzolakis et Mélina Jochum
- Décors : Céline Cayron
- Musiques originales :	Nicolas Bogue et Loïc Canevet
- Image : Marc Tévanian
- Produit par :	Florence Dormoy et Joey Faré
- Production exécutive : Sophie Barrat
- Pays d’origine : France
- Langue originale : français
- Durée : 85 minutes
- Sortie : 1er août 2010 sur France 2
- Interdit aux moins de 12 ans

## Distribution
- Nina Ambard : Mélissa
- Roby Schinasi : Bruce
- Julian Ciais : Fred
- Yoav Peretz : Tom
- Thylda Barès : Jessie
- Marie de Biasio : Océane
- Malik Nait Djoudi : Arthur
- Keryan Fitoussi : Omar